# Roseann Kennedy
Roseann Kennedy Santos Passos (Recife, 14 de agosto de 1974) é uma jornalista brasileira. Graduou-se em Comunicação Social com habilitação em jornalismo pela Universidade Católica de Pernambuco, em 1994, e especializou-se em Economia e Ciência Política pela União Pioneira de Integração Social em 2005. 
É editora-chefe e apresentadora do Poder Expresso, primeiro jornal diário do SBT exclusivamente para o online, com exibição no canal SBT News no YouTube e no site sbtnews.com.br.
Foi editora-chefe e apresentadora do programa Poder em Foco, exibido nas noites de domingo no SBT. Também foi colunista política na Rádio Novabrasil FM, na equipe que estreou o programa Nova Manhã, apresentado pelo jornalista Mauro Tagliaferri. Foi âncora dos programas Nos Corredores do Poder e Conversa com Roseann Kennedy, na TV Brasil. Foi colunista política na Rádio CBN, titular da 'Crônica do Planalto' e comentarista de política no programa Em Pauta da Globo News.

## Carreira
Roseann iniciou a carreira como estagiária na Secretaria de Imprensa do Governo de Pernambuco, em 1993, produzindo notícias radiofônicas para todo o interior do Estado. Ao se formar (jan.1995), foi contratada como repórter da TV Asa Branca (Afiliada da TV Globo em Caruaru - PE). Teve passagens como repórter pela TV Jornal, afiliada SBT em Pernambuco e pela TV Pernambuco (então transmissora da Rede CNT).
Trabalhou na Rádio Clube de Pernambuco (PE), onde foi produtora, repórter e editora.  No Recife, também foi repórter especial do jornal Folha de Pernambuco, integrando a equipe que inaugurou o jornal em 1998.
Mudou-se para Brasilia em 1999, a convite, para integrar a equipe da Agência de Notícias do Nordeste, onde atuou como repórter e coordenadora de redação.
Entre 2003 e 2016 trabalhou na Rádio CBN. Começou na emissora como repórter nacional, depois foi âncora do CBN Brasília e em 2008 estreou como colunista politica com a coluna Crônicas do Planalto, no CBN Brasil. Entre 2013\2016 também foi comentarista política do programa GloboNews Em Pauta. Foi colunista política do site Congresso em Foco (2010). Foi trainee na BBC Brasil, em Londres (out/2007).
Foi editora-chefe e âncora de programas na TV Brasil e na Rádio Nacional, transmitidos para todo o país, entre 2016 e 2019 - Conversa com Roseann Kennedy, Nos Corredores do Poder e Impressões.
Desde 2019 trabalha no SBT, onde dirigiu o programa Poder em Foco com a apresentação do jornalista Fernando Rodrigues (2019/2020); depois assumiu a apresentação e edição do programa (2020/2021), e desde julho de 2021 é editora-chefe e apresentadora do Poder Expresso - primeiro jornal diário do SBT criado exclusivamente para plataforma online.
Na cobertura política em Brasília há mais de duas décadas, acompanhou as relações de Planalto e Congresso nas gestões de FHC, Lula, Dilma e Michel Temer, relatando as notícias e os bastidores. Transmitiu grandes fatos políticos, como o impeachment da ex-presidente Dilma, o julgamento do mensalão do PT e todas as posses presidenciais desde 2003. 
Sua trajetória inclui, ainda, trabalhos no Jornal do Commercio, Novabrasil FM, site Congresso em Foco e trabalho acadêmico (Facitec, Faculdade JK e Anhanguera - titular das disciplinas de radiojornalismo, linguagem radiofônica, jornalismo político e econômico).
Tem pós-graduação em Economia e Ciência Política pela União Pioneira de Integração Social e concluiu o Master Edem Ise - programa de gestão executiva Estratégias Digitais para Empresas de Mídia do Ise Business School.
É coautora do livro Jornalismo e Publicidade no Rádio - Como fazer (Ed. Contexto - 2013).

## Prêmios
Conquistou o prêmio "Troféu Mulher Imprensa" em 2008, na categoria Melhor Repórter de Rádio, e foi indicada nessa categoria e também de melhor colunista política em anos seguintes. Além disso ganhou o prêmio "Cidade do Recife de Jornalismo, Sindicato de Jornalistas de Pernambuco no ano de 1999, com a série de reportagem Heróis anônimos do Recife, publicada pela Folha de Pernambuco. Também idealizou em 2009 o prêmio "CBN de Jornalismo Universitário".'

## Lançamentos
Lançou um livro chamado Jornalismo e Publicidade no Rádio: Como fazer (Contexto, 2013), em coautoria com Amadeu Nogueira de Paula.